# Sydsandwichöarna

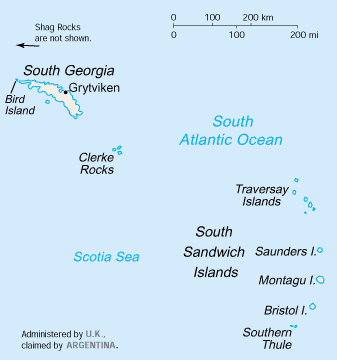
Karta över Sydsandwichöarna.

Sydsandwichöarna (engelska: South Sandwich Islands) är en brittisk ögrupp i södra Atlanten, cirka 600 km sydöst om Sydgeorgien. Det är ett område inom Brittiska Antarktis. Både Storbritannien och Argentina gör anspråk på ögruppen, men enligt Antarktisfördraget tillhör öarna ingen stat.

## Geografi
Öarna är elva till antalet och med en sammanlagd area av 310 km². Den högsta punkten är Mount Belinda på Montagu Island som ligger på cirka 1 370 m ö.h. De obebodda Sydsandwichöarna är verksamma men snötäckta vulkaner. Större delen av året är öarna snö- och istäckta – förutom under en kort period under försommaren.
Vid Sydsandwichöarna ligger Sydsandwichgraven. Både öarna och djuphavsgraven sträcker ut sig i en båge, vid kanten mellan två tektoniska plattor. I öster finns Sydamerikanska plattan, i väster den lilla Sandwichplattan (och väster om den Scotiaplattan).

### Öarna
Från norr till söder består ögruppen av följande öar:
| Ö (Spanskt namn)                                                            | Area    | Högsta punkt               | Läge                                | Bild |
| Traversay Islands (Archipiélago Marqués de Traverse)                        |         |                            |                                     |      |
| Protector Shoal                                                             | –       | –27 m                      | 55°54′S 28°06′V / 55.900°S 28.100°V |      |
| Zavodovski                                                                  | 25 km²  | Mount Asphyxia 550 m ö.h.  | 56°18′S 27°34′V / 56.300°S 27.567°V |      |
| Leskov                                                                      | 0,3 km² | Rudder Point 190 m ö.h.    | 56°40′S 28°08′V / 56.667°S 28.133°V |      |
| Visokoi                                                                     | 35 km²  | Mount Hodson 915 m ö.h.    | 56°42′S 27°13′V / 56.700°S 27.217°V |      |
| Candlemas Islands (räknas ibland in i Traversay Islands) (Islas Candelaria) |         |                            |                                     |      |
| Candlemas (Candelaria)                                                      | 14 km²  | Mount Andromeda 550 m ö.h. | 57°05′S 26°39′V / 57.083°S 26.650°V |      |
| Vindication (Vindicación)                                                   | 5 km²   | Quadrant Peak 430 m ö.h.   | 57°06′S 26°47′V / 57.100°S 26.783°V |      |
| Central Islands                                                             |         |                            |                                     |      |
| Saunders                                                                    | 40 km²  | Mount Michael 990 m ö.h.   | 57°48′S 26°28′V / 57.800°S 26.467°V |      |
| Montagu (Jorge)                                                             | 110 km² | Mount Belinda 1 370 m ö.h. | 58°25′S 26°23′V / 58.417°S 26.383°V |      |
| Bristol (Blanco) eller (Blanca)                                             | 46 km²  | Mount Darnley 1 110 m ö.h. | 59°03′S 26°30′V / 59.050°S 26.500°V |      |
| Southern Thule (Tule del Sur)                                               |         |                            |                                     |      |
| Bellingshausen                                                              | 1 km²   | Basilisk Peak 255 m ö.h.   | 59°25′S 27°05′V / 59.417°S 27.083°V |      |
| Cook                                                                        | 20 km²  | Mount Harmer 1 115 m ö.h.  | 59°26′S 27°09′V / 59.433°S 27.150°V |      |
| Thule (eller Morrell) Island                                                | 14 km²  | Mount Larsen 710 m ö.h.    | 59°27′S 27°18′V / 59.450°S 27.300°V |      |
| Vysokayabanken                                                              | –       | –89 m                      | 59°43′S 27°58′V / 59.717°S 27.967°V |      |
| Sydsandwichöarna (hela ögruppen)                                            | 310 km² | Mount Belinda 1 370 m ö.h. |                                     |      |

## Historia
De åtta södra öarna upptäcktes 1775 av James Cook och de tre norra 1819 av Fabian Gottlieb von Bellingshausen. 
Storbritannien gör sedan 1755 anspråk på området, och man införlivade öarna ensidigt 1908 i området Falklandsöarna. Även Argentina gör anspråk på Sydsandwichöarna, och man landsatte 1976 50 personer på öarna; dessa transporterades bort av britterna 1982, i samband med Falklandskriget.
Sedan 1985 utgör Sydsandwichöarna tillsammans med Sydgeorgien ett särskilt brittiskt förvaltningsområde, Sydgeorgien och Sydsandwichöarna. Öarna förvaltas direkt från Storbritannien via FCO (Foreign and Commonwealth Office).

### Etymologi
Ögruppen har namn efter John Montagu, 4:e earl av Sandwich. Han var sponsor till Cooks expedition, och Cook namngav även en av öarna (Montagu Island) i ögruppen efter honom.
Ursprungligen gav Cook öarna namnet Sandwich Land, vilket skedde tre år innan han gav Hawaiiöarna namnet Sandwichöarna (Sandwich Islands). Därefter bytte Sandwich Land namn till South Sandwich Islands.